# Renate Wagner-Redding
Renate Wagner-Redding (geboren 1946 in Hannover) ist Vorsitzende der Jüdischen Gemeinde Braunschweig sowie Ehrenbürgerin der Stadt Braunschweig.

## Werdegang
Wagner-Redding wurde in Hannover geboren und lebt seit 1955 in Braunschweig. 1993 wurde sie zur Vorsitzenden der Jüdischen Gemeinde in Braunschweig gewählt, einer Körperschaft des öffentlichen Rechts. Seit 2000 ist sie außerdem Mitglied im Vorstand des Landesverbandes der Jüdischen Gemeinden von Niedersachsen.
Während ihrer Amtszeit wurde 2006 der Neubau der Braunschweiger Synagoge eingeweiht und sie gestaltete zahlreiche interreligiöse Dialogveranstaltungen.

## Ehrungen
Für ihr langjähriges Engagement für die jüdische Gemeinschaft in Braunschweig und die christlich-jüdische Verständigung wurde Wagner-Redding im Dezember 2012 mit dem Verdienstkreuz am Bande der Bundesrepublik Deutschland ausgezeichnet.
Am 1. November 2022 wurde ihr die Ehrenbürgerwürde der Stadt Braunschweig verliehen.

## Beiträge
- Das jüdische Leben in Deutschland ist sehr vielfältig geworden. Neue Mitglieder aus Osteuropa bereicherten auch die Entwicklung der Jüdischen Gemeinde Braunschweig nach 1945. In: Vier Viertel Kult. Vierteljahresschrift der Stiftung Braunschweigischer Kulturbesitz, Bd. 10, Herbst-Ausg. (2021), S. 8–11.
- Jüdisches Leben heute. In: Geschichte, Museum, Religionen. (= Forschungen und Berichte des Braunschweigischen Landesmuseums, Neue Folge, Bd. 2) Wendeburg: Verlag Uwe Krebs 2018, S. 79–84. ISBN 978-3-932030-81-9